# Club Deportivo Universidad Cruceña
El Club Deportivo, Social y Cultural Universidad Cruceña es un club representante de la Universidad Autónoma Gabriel René Moreno, de la ciudad de Santa Cruz de la Sierra, Bolivia. Actualmente juega en la Asociación Cruceña de Fútbol. Fue fundado el 24 de abril de 1954. Disputa sus encuentros de local en el Estadio Universidad.

## Historia
```
1982
```

Estudiantes a la cabeza de Berthy Bascopé formaron un equipo de fútbol e incorporaron al campeonato de la ACF, estos apasionados jóvenes decidieron bautizar a su plantel como Club Deportivo Universidad Cruceña un 24 de abril de 1954.
Del club Universidad salieron grandes jugadores como Victor Hugo Antelo "Tucho" que fue goleador del mundo, Limberg Gutiérrez "Bomba" que fue vendido en la cifra record de 90 mil dólares de un club de la ACF, Miguel Rimba, Francisco Bonilla, Chavico Chávez, Juan Carlos Ruiz, Miguel Noro, Juan Rivero, Turco Farah, entre otros.

## Datos del club
- Fundación: 24 de abril de 1954.
- Temporadas en Primera División: 1 (1972).
- Participaciones en Copa Simón Bolívar: 7 (1989, 1990, 1996, 2011-12, 2013-14, 2018 y 2023.)

## Entrenadores

### Cronología
- Edgardo Baldi (1980-1983)
- Edgardo Baldi (1985-1987)
- Raúl Pino (1995-1998)
- Oscar Ramírez (2007)
- Federico Justiniano (2007-08)
- Mauro Blanco (2008)
- Alexander Dorado (2008)
- Federico Justiniano (2011)
- Francisco Argüello (2011)
- Alexander Dorado (2012-2013)
- Joaquín Monasterio (2022)
- John Cárdenas (2023)

## Palmarés

### Torneos nacionales (1)
| Competición nacional   | Títulos | Subcampeonatos  |
| ---------------------- | ------- | --------------- |
| Copa Simón Bolívar (1) | 1990.   | 1989, 1996. (2) |

### Torneos regionales (12)
| Competición regional    | Títulos                                                                    | Subcampeonatos                                      |
| ----------------------- | -------------------------------------------------------------------------- | --------------------------------------------------- |
| Campeonato Cruceño (12) | 1982, 1988, 1989, 1990, 1991, 1995, 2001, 2004, 2006, 2008, 2011, 2012/13. | 1972, 1977, 1983, 1996, 1997, 2005, 2018, 2019. (8) |